# Guillermo Montesinos
Guillermo José "Willy" Montesinos Serrano (Castellón de la Plana, 10 de enero de 1948) es un actor español.

## Biografía
Sube por primera vez a un escenario con tan solo doce años en un grupo de teatro aficionado. Cursa más adelante estudios de Arte Dramático y en 1969 se instala en Madrid.
Debuta en el cine en 1975 y durante unos años interviene en multitud de películas, aunque su carrera se centra sobre todo en teatro durante esa época.
En la década de los ochenta su trayectoria experimenta una evolución ascendente, merced a títulos como La vaquilla (1984), de Luis García Berlanga, La vida alegre (1987), de Fernando Colomo, o Mujeres al borde de un ataque de nervios (1988), de Pedro Almodóvar donde interpreta al inolvidable taxista excéntrico.
En los últimos años ha compaginado la televisión (Pero ¿esto qué es?, 1990-1991; Los ladrones van a la oficina, 1993-1995; Contigo pan y cebolla, 1997) con el cine y el teatro.
Ha representado, en muchos capítulos, el papel de sacerdote en la serie del canal autonómico valenciano L'Alqueria Blanca.

## Filmografía parcial
- Amalia en el otoño (2020)
- Viva la vida (Película) (2019)
- Tercera Edad - (Cortometraje) (2018)
- Locos por el sexo (2006)
- Rojo sangre (2004)
- París-Tombuctú (1999)
- Todos a la cárcel (1993)
- Supernova (1993)
- El hombre de la nevera (1993)
- Pareja enloquecida busca madre de alquiler (1990)
- Disparate nacional (1990)
- Ni se te ocurra... (1990)
- Si te dicen que caí (1989)
- Amanece, que no es poco (1989)
- Mujeres al borde de un ataque de nervios (1988)
- La vida alegre (1987)
- Sé infiel y no mires con quién (1985)
- La corte de Faraón (1985)
- Luces de bohemia (1985)
- La vaquilla (1985)
- El pico 2 (1984)
- Los zancos (1984)
- Últimas tardes con Teresa (1984)
- Juana la loca... de vez en cuando (1983)
- J.R. contraataca (1983)
- Que nos quiten lo bailao (1983)
- Le llamaban J.R. (1982)
- Buscando a Perico (1982)
- Femenino singular (1982)
- Buenas noches, señor monstruo (1982)
- Jalea real (1981)
- Las aventuras de Enrique y Ana (1981)
- Gary Cooper, que estás en los cielos (1980)
- El crimen de Cuenca (1980)
- Siete días de enero (1979)
- La Carmen (1976)

## Teatro
Lista incompleta
- Dinamita (2016-2017)

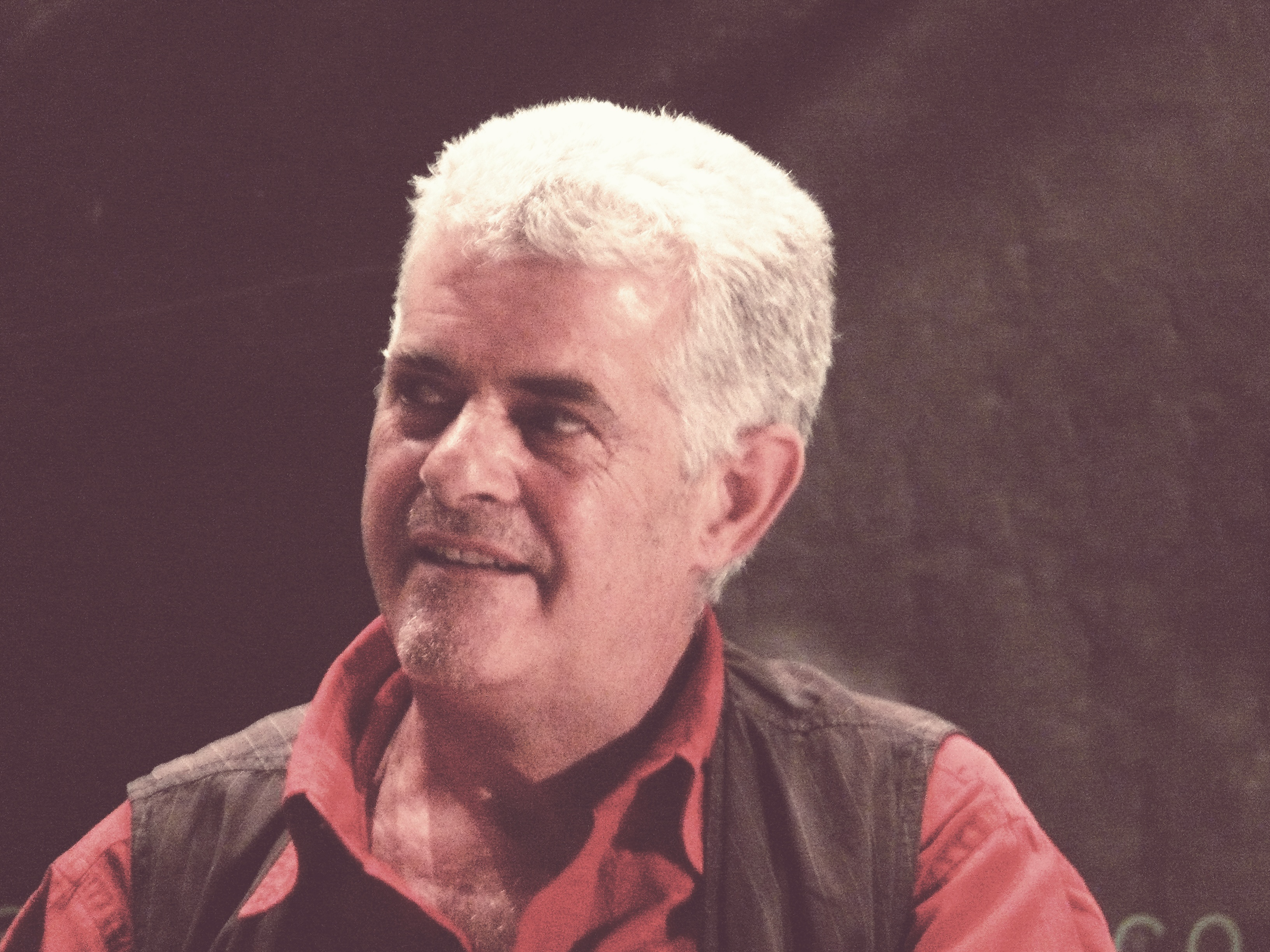
El actor Guillermo "Willy" Montesinos.

- Un Enemigo del Pueblo (2015-2016-2017)
- Orquesta Club Virginia (2012)
- Ceniza (2011)
- El extraño viaje (2011)
- El galán fantasma (2010)
- 5 gays.com (2005)
- Que usted lo mate bien (2002)
- Rosa de dos aromas (2002; como director)
- Ay, caray (1999-2000)
- Las obras completas de William Shakespeare (1997)
- Tócala otra vez, Sam! (1989)

- La Reina del Nilo (1986)
- La ilustre fregona (1982)
- De san Pascual a san Gil (1979)

## Televisión
- La mujer de tu vida (1990)

Farmacia de guardia temporada 1 capítulo "el maletín" 
- Los ladrones van a la oficina (1993-1996)
- Tarancón, el quinto mandamiento (2011)
- La que se avecina (2014)
- Cuéntame (2015-2016-2017)
- L'Alqueria Blanca (2007-2010; 2021)

## Nominaciones
| Año  | Premio                      | Categoría           | Película                                                                       | Resultado |
| ---- | --------------------------- | ------------------- | ------------------------------------------------------------------------------ | --------- |
| 1988 | Premios Goya                | Mejor actor reparto | Mujeres al borde de un ataque de nervios                                       | Nominado  |
| 1985 | Premios Fotogramas de Plata | Mejor actor de cine | La corte de Faraón Sé infiel y no mires con quién Luces de bohemia La vaquilla | Nominado  |